# Dirk Hanschel
Dirk Hanschel (* 24. Dezember 1969 in Düsseldorf) ist ein deutscher Jurist und Hochschullehrer an der Martin-Luther-Universität Halle-Wittenberg.

## Leben
Hanschel legte 1989 am Mataré-Gymnasium in Meerbusch sein Abitur ab. Nach dem anschließenden Zivildienst begann er 1991 ein Studium der Rechtswissenschaften an der Universität Marburg, das er 1997 an der Universität Heidelberg mit dem Erwerb des Ersten Juristischen Staatsexamens beendete. Dem schloss er ein Masterstudium an, das er 1999 an den Universitäten Mannheim und Adelaide mit dem Erwerb des Titels Master of Comparative Law und der Note summa cum laude abschloss. In der Folge arbeitete er als wissenschaftlicher Mitarbeiter von Eibe Riedel an der Universität Mannheim, bei dem er 2003, ebenfalls mit summa cum laude zum Dr. jur. promovierte. Ab 2001 leistete Hanschel am Landgericht Frankenthal sein Referendariat ab und beendete es 2004 mit dem Zweiten Juristischen Staatsexamen. In der Folge arbeitete er abermals für Riedel in Mannheim, bei dem er sich 2010 habilitierte. Damit einher ging die Verleihung der venia legendi für die Fächer Öffentliches Recht, Völkerrecht, Europarecht und Rechtsvergleichung.
Von 2010 bis 2012 vertrat Hanschel Lehrstühle an den Universitäten Trier, Münster, Göttingen, Würzburg und Hannover. Von 2013 bis 2015 war Hanschel Reader an der University of Aberdeen. Seit dem Sommersemester 2015 hat Hanschel den ordentlichen Lehrstuhl für Deutsches, Europäisches und Internationales Öffentliches Recht an der Universität Halle-Wittenberg inne.
2021 wurde er zum Martin-Flynn Global Law Professor zu einer dreijährigen Gastprofessur an der University of Connecticut berufen.
Seine Forschungsschwerpunkte liegen vor allem im Menschenrechtsschutz, dem Umwelt- und Energierecht, dem Recht der internationalen Organisationen sowie dem vergleichenden Verfassungsrecht.

## Veröffentlichungen (Auswahl)
- Verhandlungslösungen im Umweltvölkerrecht – Eine Untersuchung verhandlungsorientierter Institutionalisierungsformen anhand der Regime über weiträumige grenzüberschreitende Luftverschmutzung, zum Schutz der Ozonschicht und des Klimas. Boorberg, Stuttgart 2003, ISBN 978-3-415-03151-7. (Dissertation)
- Konfliktlösung im Bundesstaat – die Lösung föderaler Kompetenz-, Finanz- und Territorialkonflikte in Deutschland, den Vereinigten Staaten und der Schweiz. Mohr Siebeck, Tübingen 2012, ISBN 978-3-16-150758-8. (Habilitationsschrift)